# Arche (Muse)
Arche (altgriechisch Ἀρχή ‚die Beginnende‘) ist eine Muse der griechischen Mythologie.
Ihr Name taucht in zwei verschiedenen Musenkatalogen auf. Das älteste Zeugnis geht auf Aratos von Soloi, einen im 3. Jahrhundert v. Chr. wirkenden Autor, zurück und ist als Fragment nur bei Johannes Tzetzes in den Scholien zu den Werken und Tagen Hesiods überliefert. Für Aratos war sie mit ihren Schwestern – den Musen Aoide, Thelxinoë und Melete – eine Tochter des olympischen Zeus und der Plusia.
Die gleiche Musengruppierung, die er als älteste Musen (Musae primae) bezeichnet, kennt auch Cicero. Für ihn sind diese vier Musen Töchter des zweiten Zeus, der – seinen Erläuterungen in dem Zusammenhang folgend – ein Sohn des Uranos war. Eine Mutter nennt Cicero nicht. Da Uranos als Vater der Titanen gilt, werden diese vier auch als die „titanischen Musen“ bezeichnet.
Nach Arche wurde im Jahr 2005 der 2002 entdeckte Jupitermond Arche benannt.